# Kumdanlı, Yalvaç
Kumdanlı là một thị trấn thuộc huyện Yalvaç, tỉnh Isparta, Thổ Nhĩ Kỳ. Dân số thời điểm năm 2011 là 1.566 người.